# Sergej Grigorjevič Volkonski
Sergej Grigorjevič Volkonski (rusko Сергей Григорьевич Волконский), ruski general, * 8. december 1788, † 28. november 1865.
Bil je eden izmed pomembnejših generalov, ki so se borili med Napoleonovo invazijo na Rusijo; posledično je bil njegov portret dodan v Vojaško galerijo Zimskega dvorca.

## Življenje
Rodil se je princu generalu konjenice Grigoriju Volkonskemu, ki je bil generalni guverner Orenburga in državni svetnik. 
1. junija 1796 je vstopil v Hersonski grenadirski polk, nakar pa je bil decembra 1797 premeščen v Jekaterinoslavski kirasirski polk. Aktivno vojaško službo je pričel 28. decembra 1805 kot poročnik v Konjeniškem gardnem polku v bojih s Francozi (kampanja 1806-07); s polkom se je udeležil tudi kampanje proti Turkom (1810-11). Za zasluge je bil povišan v stotnika.
Za zasluge v patriotski vojni leta 1812 je bil 20. oktobra istega leta povišan v polkovnika in 15. septembra 1813 v generalmajorja. Leta 1816 je postal poveljnik brigade v 2. ulanski diviziji in leta 1821 poveljnik brigade v 19. pehotni diviziji. 
Zaradi uporaba Černigovskega pehotnega polka je bil 5. januarja 1826 aretiran, preposlan v Peterburg in zaprt v Petropavlovsko trdnjavo. Obsojen je bil na nečastno odpustitev, izgubo čina in odlikovanj, ter 10. junija 1826 še na smrtno kazen z obešenjem; 10. julija istega leta je bil pomiloščen in smrtna kazen je bila spremenjena v 20-letno zaporno kazen v Sibiriji s trdim delom. 22. avgusta istega leta je bila kazen skrajšena na 15 let in leta 1832 na 10 let. Njegov portret je bil na ukaz Nikolaja I. odstranjen iz Vojaške galerije; vrnjen je bil šele v začetku 20. stoletja. 
26. avgusta 1856 mu je bilo dovoljeno, da se ponovno naseli v evropski Rusiji ter je bil vrnjen v plemiški stan. Vrnili so mu tudi nekatera odlikovanja.